# Айссауа

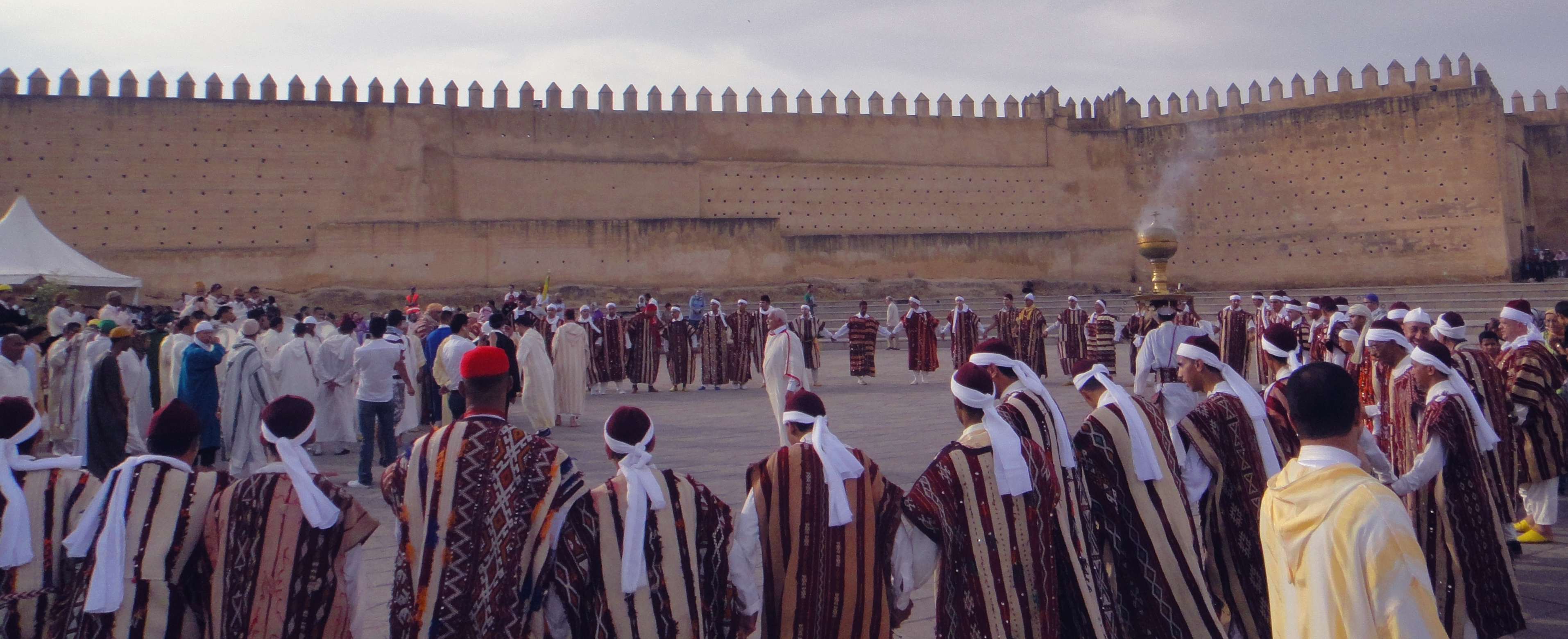
Фестиваль с участием представителей тариката айссауа в Марокко.

Айссауа или аль-‘исавийа (араб. العيساوية‎) — суфийский орден (тарикат) распространённый в Северной Африке (Марокко, Алжир, Тунис). Отпочковался от тариката шазилия в XVI веке.

## История

Представители айссауа в Алжире, 1889/1890 год.

Тарикат айссауа основал аль-Хади Мухаммед ибн ‘Иса (Ибн Айса; 1465—1526), известный также как Шейх аль-Камиль («Совершенный старец»). Ибн Айса проповедовал исламское учение, имел множество учеников и основал завию в Мекнесе. По легенде, когда шейх Ибн Айса был при смерти, один из его учеников, войдя в состоянии экстаза, от горя разорвал на себе одежды и проглотил живого барана. Эта легенда стала основой для ритуалов хадра (доведение себя до состояния экстаза) и фрисса (пожирание животного живьём).
Французский путешественник Филипп де Фелис в начале XX века был поражён странным поведением представителей африканского племени айссауа, которые совершали конвульсивные движения, приходили в состояние ярости, резали на себе кожу ножами и пожирали живых скорпионов и змей. Эти действия они совершали под воздействием кифа (разновидность гашиша), который они принимали во время ритуальных церемоний. Некоторые из них плясали на раскаленных углях и ели кактусы с колючками. В 30-40-е годах XX века в нём было также немало солдат и ремесленников. Тарикат традиционно влиятелен в Среднем Атласе (Марокко), в центре и на востоке Алжира.

## Ритуал хадра
В канун дня рождения пророка Мухаммеда, группа членов тариката, собирается недалеко от гробницы аль-Хади ибн Айсы в Мекнесе. Войдя в дом, под звуки музыкальных инструментов они поют песни, восхваляя Аллаха, пророка Мухаммеда и основателя тариката. Через несколько часов женщина в белом одеянии начинает совершать ритуал хадра, приводящий её в состояние экстаза. Со словами «он здесь, он нас слышит», женщина показывает всем своим видом, что дух «святого» Шейха аль-Камиля присутствует рядом с ними. Вся последующая церемония сопровождается ритуальными танцами под звуки бубнов, криками и песнопениями.
Коллективное вхождение в экстаз часто сопровождается игрой с огнём и кипящей водой. Члены тариката режут себя ножом и ходят босиком по раскаленным углям. В центре ритуального круга стоят женщины, которые покачивают головой с распущенными волосами, громко кричат и жалобно причитают. Если среди участников действа находятся больные люди, то их помещают в центр другого круга, после чего начинается процесс изгнания беса (джинна). Продолжающееся всю ночь торжество у мавзолея аль-Хади ибн Айса привлекает к себе внимание молодежи, которая выстраивается у куббы с зажжёнными свечами, в то время как девушки с торжественным видом ходят вокруг покрытой шёлком могилы шейха и тихо читают молитвы.